# Erina decolorata
Erina decolorata är en fjärilsart som beskrevs av Hans Fruhstorfer. Erina decolorata ingår i släktet Erina och familjen juvelvingar. Inga underarter finns listade i Catalogue of Life.